# Cryptops hispanus
Cryptops hispanus är en mångfotingart som beskrevs av Brolemann 1920. Cryptops hispanus ingår i släktet Cryptops, och familjen Cryptopidae.
Artens utbredningsområde är:
- Portugal.
- Spanien.

Inga underarter finns listade i Catalogue of Life.